# Usa (vattendrag i Belarus, Minsks voblast, lat 53,35, long 27,11)
Usa (vitryska: Уса) är ett vattendrag i Belarus.   Det ligger i voblasten Minsks voblast, i den centrala delen av landet, 70 km söder om huvudstaden Minsk.
Trakten runt Usa består till största delen av jordbruksmark. Runt Usa är det ganska glesbefolkat, med 25 invånare per kvadratkilometer.